# NCSM Arvida (K113)
Le NCSM Arvida (Navire canadien de Sa Majesté Arvida) est une corvette canadienne qui prit part à la bataille de l'Atlantique lors de la Seconde Guerre mondiale.
Elle est de classe Flower.